# Comstock Northwest
Comstock Northwest is een plaats (census-designated place) in de Amerikaanse staat Michigan, en valt bestuurlijk gezien onder Kalamazoo County.

## Demografie
Bij de volkstelling in 2000 werd het aantal inwoners vastgesteld op 4472.

## Geografie
Volgens het United States Census Bureau beslaat de plaats een oppervlakte van
8,2 km², waarvan 8,2 km² land en 0,0 km² water.

## Plaatsen in de nabije omgeving
De onderstaande figuur toont nabijgelegen plaatsen in een straal van 8 km rond Comstock Northwest.